# 齐烟九点

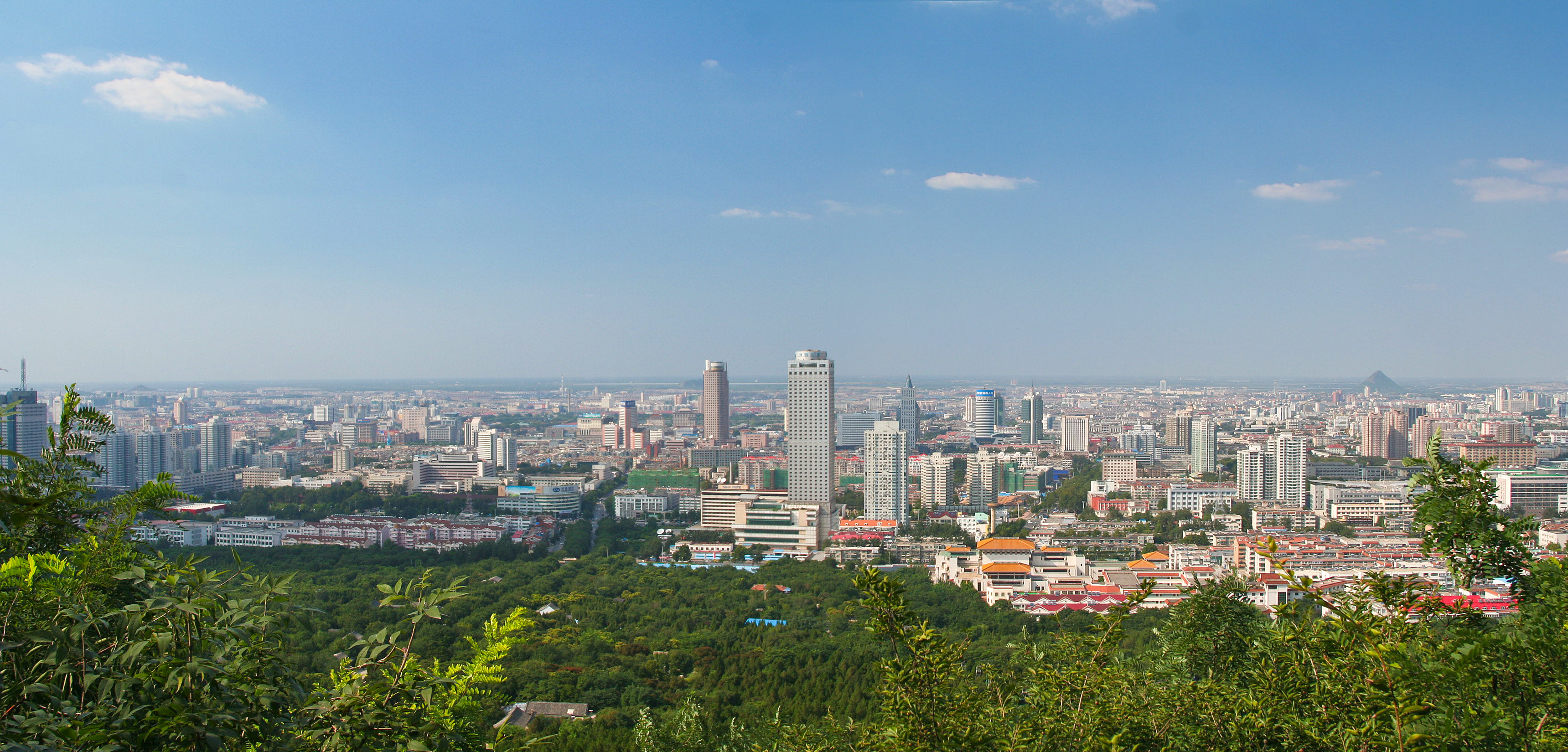
今日在济南千佛山上所见的城市天际线，右侧远处的小山即为齐烟九点之一的华不注山

齐烟九点是中国山东省济南市的一处风景，即由千佛山向北方眺望，可以看到黄河，以及匡山、粟山、北马鞍山、药山、标山、凤凰山、鹊山、华不注山（又称华山）和卧牛山这九座青灰色的小山（以上顺序为自西向东依次排列），这一景色被称为“长河一线，齐烟九点”。

## 出处及演化
齐烟九点语出唐朝诗人李贺《梦天》中的诗句“遥望齐州九点烟，一泓海水杯中泻”，诗中的“齐州”原指中国，中国古代有分为九州的说法，诗意为在俯瞰九州时犹如九点烟尘，而“齐州”亦是济南的古称，因而该诗句便被清代人借用描绘济南的山景。“九”亦原为虚指，泛称山多，后逐渐具体化。关于“九点”所指古今不同，例如清代郝植恭在《游匡山记》中曾认为“自鹊华而外，如历山、鲍山、崛山、粟山、药山、标山、匡山之属，蜿蜒起伏，如儿孙环列，所谓‘齐州九点烟’也”。

## 现状

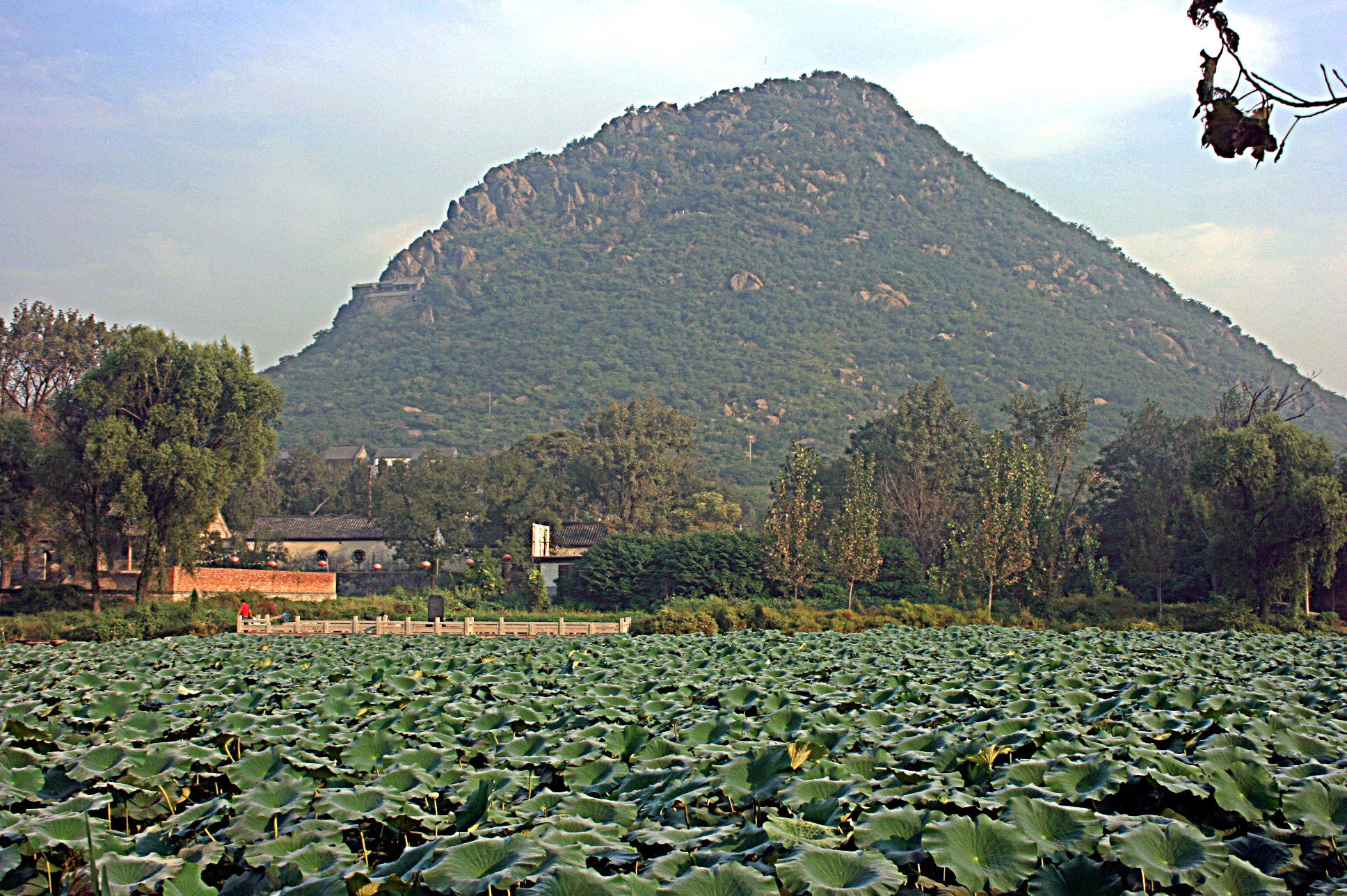
华不注山近景

在千佛山西盘山路唐槐亭之上的转折处，有一座飞檐丹柱的牌坊齐烟九点坊，为清代道光二十五年（公元1845年）历城知县叶圭书所建，其正面匾额书有“齐烟九点”四字（亦为叶圭书所书），背面匾额书有“仰观俯察”四字（集自王羲之《兰亭序》中的“仰观宇宙之大，俯察品类之盛”）。此地被认为是历史上北望“齐烟九点”的所在，但鉴于济南现今的空气、天气和建筑物的关系，现今齐烟九点在此北望并不能全部看到。另外，由于保护和监管不力，“齐烟九点”中的部分山体遭到过度开采，例如卧牛山已经有一半被炸掉，在粟山、北马鞍山、匡山、鹊山也存在着一定程度的环境和公共设施破坏。